# UltrAslan

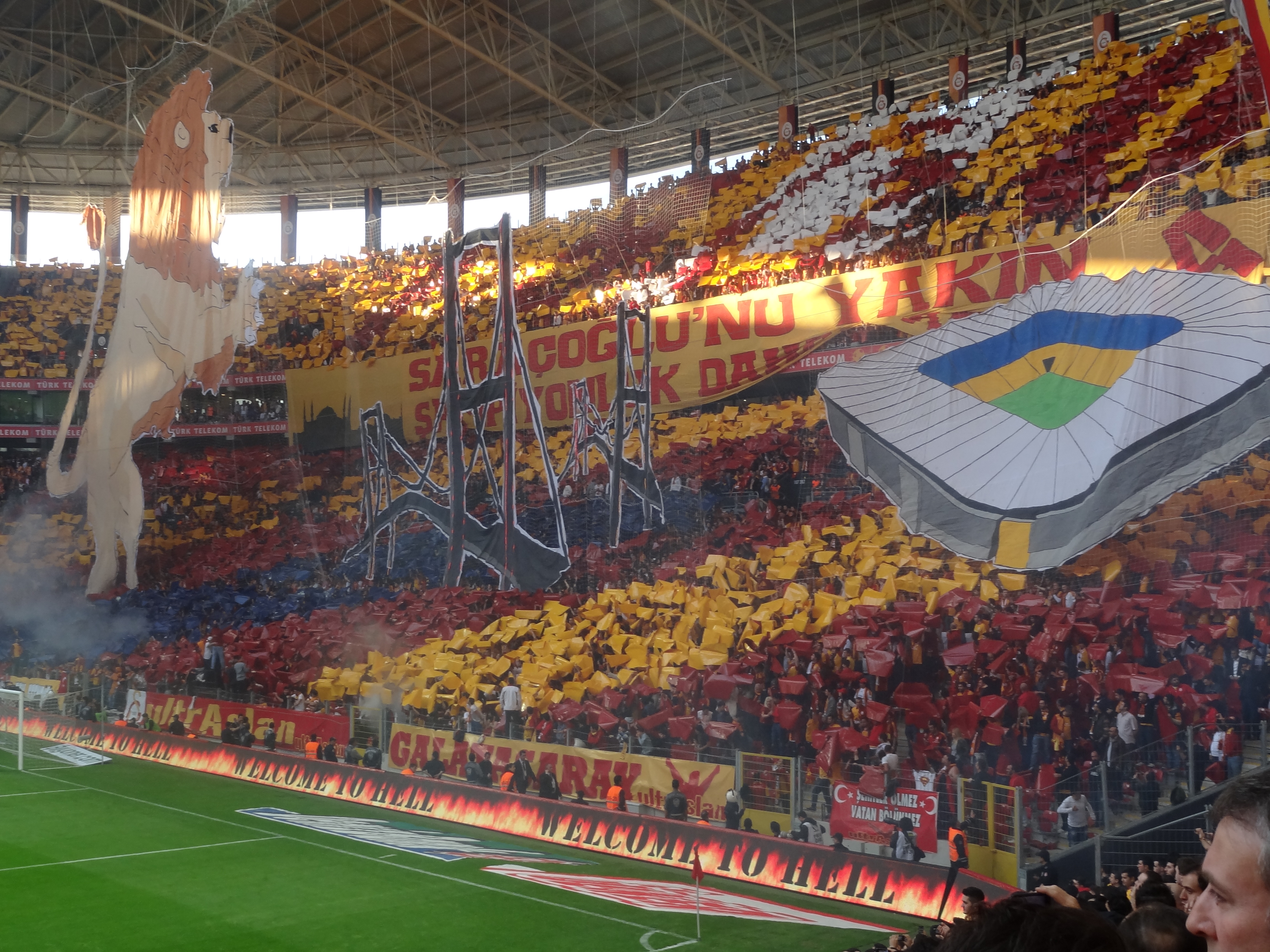
ultrAslan-Choreografie

ultrAslan ist die Fangruppierung des türkischen Sportvereins Galatasaray. Sie stellt die größte Gruppe ihrer Art in der Türkei dar.
Die Gruppierung wurde am 20. Januar 2001 gegründet, nachdem verschiedene kleinere Fangemeinden entschieden hatten, dass ein europäischer Spitzenverein wie Galatasaray (die Fußball-Abteilung hatte im Vorjahr den UEFA-Pokal und den UEFA Supercup gewonnen) eine große und organisierte Fangruppe benötige. Daraufhin entstand ultrAslan unter Führung von Alpaslan Dikmen, der bis zu seinem Unfalltod am 27. September 2008 Hauptkoordinator gewesen ist. Als Name wurde ein Kofferwort gewählt, dass sich aus den Begriffen Ultra sowie Aslan („der Löwe“) zusammensetzt.
ultrAslan ist in über 60 Ländern der Welt (auf fünf Kontinente) verteilt aufgestellt, womit man sich für die Präsenz bei Auswärtsspielen einen Namen gemacht hat. So waren z. B. im Viertelfinale der UEFA Champions League 2013 im Santiago Bernabeu geschätzte 20.000 Galatasaray-Anhänger (organisiert durch ultrAslan) anwesend, um ihre Mannschaft zu unterstützen, obwohl für die Auswärtsfans laut UEFA-Regularien „nur“ 5 % der Stadionkapazität zur Verfügung stehen.
Des Weiteren ist ultrAslan auch bei (Auswärts-)Spielen der zahlreichen anderen Branchen des Vereins präsent, wie zum Beispiel Rollstuhlbasketball oder Wasserball.
Die Gruppe ist berühmt für ihre einfallsreichen Choreographien und den Einsatz von bengalischen Feuern. So sorgten sie beim Derby gegen Fenerbahçe am 4. Dezember 2001 dafür, dass künftig der Einsatz von bengalischen Feuern in türkischen Ligen komplett verboten und mit hohen Geldstrafen geahndet wurde. An dem Abend kamen mehr als 3000 bengalische Feuer zum Einsatz, und das Spiel musste für mehrere Minuten unterbrochen werden.

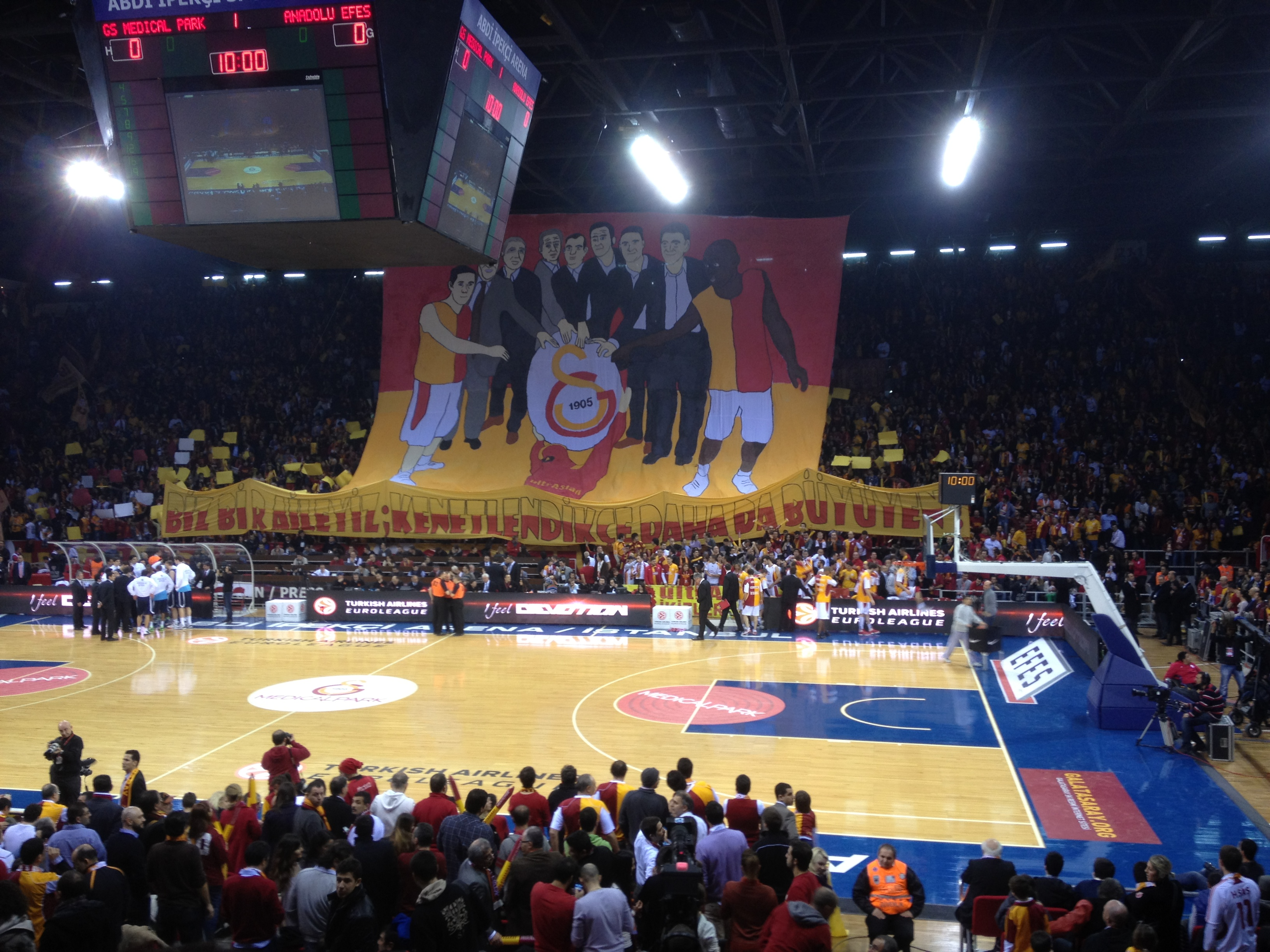
Choreografie beim Basketballspiel von Galatasaray

Im Gegensatz zu vielen anderen Fangruppierungen im europäischen Fußball ist ultrAslan zwar patriotisch aber im Großen und Ganzen apolitisch eingestellt. Sie steht der Vereinsführung meist sehr kritisch gegenüber und hat großen Einfluss auf die Transferpolitik des Vereins. Sie lehnt jegliche finanziellen Hilfen und die Verteilung von Freikarten vom Verein strikt ab und finanziert sich durch Spenden und Beiträge der Mitglieder sowie der Vermarktung von selbst kreierten und produzierten Artikeln. Ähnlich wie andere Ultra-Gruppen in Europa tritt sie gegen die Kommerzialisierung des Fußballs ein.

## Belege
1. 1 2  Die Ultras von Galatasaray: »Wir müssen mit dem Strom schwimmen«. In: 11FREUNDE.de. (11freunde.de [abgerufen am 30. März 2017]).
2. ↑  Interview mit dem Hauptkoordinator Alpaslan Dikmen (Memento vom 22. März 2009 im Internet Archive)
3. ↑  Madrid: Galatasaray fans to conquer another city? – StadiumDB.com. Abgerufen am 30. März 2017 (englisch).
4. ↑  Zeitungsbericht Sabah
5. ↑  Onlinebericht der zeitung Akşam (Memento vom 5. September 2005 im Internet Archive)